# كاستيلو دي أغوغنا (بافيا)
كاستيلو دي أغوغنا (بالإيطالية: Castello d'Agogna)‏ هي بلدة تقع في مقاطعة بافيا بإقليم لومبارديا في شمال إيطاليا. تبلغ مساحة هذه المدينة 10.6 (كم²)، وترتفع عن سطح البحر م، بلغ عدد سكانها 1008 نسمة في عام 2004 حسب إحصاء المعهد الوطني للإحصاء.